# Brian Palmer
Brian Charles William Palmer, född 4 oktober 1964 Brooklyn, New York, är en svensk och amerikansk antropolog och religionsvetare. Han är bosatt i Stockholm.
År 1984 lyssnade Palmer till en föreläsning av Olof Palme på Harvarduniversitetet och blev intresserad av den svenska modellen. Han lärde sig svenska och reste till Sverige för sitt avhandlingsarbete. År 2004 flyttade han till Sverige för gott.
Han är författare till doktorsavhandlingen "Wolves at the Door: Existential Solidarity in a Globalizing Sweden" (på svenska: "Vargar vid dörren: existentiell solidaritet i ett globaliserande Sverige") framlagd vid Harvarduniversitet i USA. År 2002 prisbelönades han som Harvards bästa lärare i och med hans i USA mycket populära kurs om civilkurage och personligt ställningstagande. Civilkuragekursen var Harvards mest valda fristående kurs med ett studentantal på över 600 personer. Efter att Harvardstudenter reagerat på att lönerna för anställda lokalvårdare och matpersonal vid Harvard, världens rikaste universitet, var såpass låga att många i yrkesgrupperna var hemlösa om nätterna uppstod kalabalik. Efter några år med diskussioner utan resultat med ledande personer inom universitetet intog ett 50-tal studenter Harvards rektors kansli och krävde högre löner för servicepersonalen på skolan. Palmer var en av lärarna som offentligt gav stöd till ockupationen.
Brian Palmer och Per-Anders Forstorp skrev tillsammans år 2006 en vetenskapligt grundad bok angående hur olika politiska partier idag gör en politisk makeover för att locka väljare, George W. Reinfeldt: Konsten att göra en politisk extreme makeover. Palmer har även skrivit artiklar om den politiska högern i Sverige.
Palmer var sommarvärd i P1:s radioprogram sommar den 4 juli 2004. Han undervisar för närvarande vid Uppsala universitet och är knuten till Newmaninstitutet i Uppsala.